# Dietingen
Dietingen è un comune tedesco di 3 948 abitanti, situato nel land del Baden-Württemberg.